# Renato Pernić
Renato Pernić (Kompanje kraj Roča, 1938. – Pula, 26. travnja 2002.), hrvatski etnomuzikolog, glazbeni urednik, kulturni djelatnik i skupljač narodnog blaga

## Životopis
Rođen u Kompanju na Roštini. Od ranog djetinjstva opčinjavao ga je melos sviran na pradavnim glazbalima istarskih Hrvata: mih, roženice, šurle. U Puli je 1957. završio Učiteljsku školu.
Diplomirao je glazbu na Pedagoškoj akademiji u Zagrebu, od 1963. do 1969. bio je učitelj glazbe, a potom do 1994. glazbeni urednik Hrvatskoga radija – Radiopostaje Pula.
Još kao učitelj djelovao je kao glazbenik i organizator priredbi i smotri istarske narodne glazbe, snimao je radijske reportaže o narodnoj glazbi, glazbalima i glazbenicima, koje su se redovito emitirale na Radiopostaji Pula i na Prvome programu Hrvatskoga radija. Na toj je postaji imao emisiju utorkom gdje je više od 20 godina pjesmom i rječju slušatelje širom domovine i svijeta upoznavao s izvornom istarskom glazbenom baštinom.
Obišao je sa svojim redovnim poslovnim pratiteljima, tonskim snimateljem Brankom Pajićem ili novinarskim pratiteljem i prijateljem s Radio Pula Markom Bijažićem svako selo i svaki čak i najzabačeniji istarski zaseok. Obilasci nisu bili jednom, nego česti. 
Prikupio je više od tisuću snimaka izvornoga sviranja i pjevanja (fonoteka Hrvatskog radija Radio Pule), ali i drugih radijskih postaja. Zahvaljujući Perniću nijedna hrvatska radijska postaja nema glazbenu fonoteku s bogatijom zbirkom izvorne narodne glazbe od pulske. Pored svirke i pjevanja, snimao je i "beside istarskog čovika", s motivima od radosti rođenja do žalosti odlaska i smrti.
Zahvaljujući Perniću, Toni Perušku, Slavku Zlatiću, od 1963. su se snimale i predstavljale u radijskim emisijama izvedbe istarskoga glazbenog folklora, kao i stručnim publikacijama i na javnim manifestacijama. Zbog toga taj dio glazbenoga arhiva HRT – Radija Pula nazvan Arhiv „Renato Pernić“. U projektu Hrvatske radiotelevizije (HRT) pod nazivom Arhiv „Renato Pernić“, sudjelovao je njegov sin Daniele, koji je između 2000 glazbenih brojeva izabrao 500 snimljenih na 20 nosača zvuka.
Zahvaljujući trudu zaposlenika HRT – Radija Pula i njihovoj suradnji s Radnom jedinicom Arhivi i programsko gradivo Hrvatske radiotelevizije te Državnim arhivom Republike Hrvatske u Pazinu, više od tri tisuće snimaka na magnetofonskim vrpcama uspješno su katalogizirane i digitalizirane od kraja ožujka 2017. godine. U čast Perniću projekt je nazvan Arhiv Renato Pernić, no mediji često taj projekt nazivaju Arhivom Renata Pernića, što nije sasvim točno, jer je to samo jedan dio arhive HRT — Radija Pula, za koju je Renato Pernić posebno zaslužan.
Važna osoba svake glazbene smotre, okupljanja ili festivala u Istri. Bio je ili sudionik ili osnivač, od "Naš kanat je lip" do MIK-a, odnosno od Svjetskog prvenstva “trieština” do smotre “na organiću”.
Objavio je monografiju Meštri, svirci i kantaduri (1997.), koja podrobno prikazuje naraštaje istarskih narodnih pjevača, svirača i izrađivača pučkih glazbala te folklornih društava. Dobio je mnoga društvena i državna priznanja.
Veliki je Pernićev doprinos, uz onaj Kuhača, Kube, Matetića, Brajše, Zlatića u očuvanju narodnog identiteta istarskog čovjeka i Istre kao jednog od najljepših dragulja u niski hrvatskih regija.
Otišao u mirovinu 1994., ali je svakodnevno bio nazočan u uredništvu HR - Radio Pula, uključujući i emisijama te postaje.

## Nagrade
Dobio je mnoga društvena i državna priznanja:
- Plaketa Prosvjetnog sabora Hrvatske
- Plaketa općine Buzet
- Godišnja nagrada Hrvatske radio-televizije
- Diploma Sabora kulture Republike Hrvatske
- Red Danice hrvatske s likom Marka Marulića